# Filipijnen op de Olympische Zomerspelen 1984
De Filipijnen namen deel aan de Olympische Zomerspelen 1984 in Los Angeles, Verenigde Staten. Net zoals hun vorige deelname won men geen medailles.

## Deelnemers en resultaten per onderdeel

### Atletiek
| Olympiër            | Discipline             | Resultaat | Prestatie                                          |
| ------------------- | ---------------------- | --------- | -------------------------------------------------- |
| Victor Idava        | 400m (m)               | 31e       | serie 8: 3de in 46,82 kwartfinale 4: 8ste in 46,71 |
| Hector Begeo        | 3000m steeplechase (m) | 30e       | serie 2: 10de in 8.53,70                           |
| Leonardo Illut      | marathon (m)           | 77e       | 2:49.39                                            |
|                     |                        |           |                                                    |
| Victor Idava        | 100m (v)               | 24e       | serie 6: 6de in 11,85 kwartfinale 2: 6de in 11,97  |
| Victor Idava        | 200m (v)               | 32e       | serie 1: 6de in 25,10                              |
| Agripina de la Cruz | 400m horden (v)        | 26e       | serie 3: 7de in 1.02,70                            |
| Agripina de la Cruz | verspringen (v)        | 20e       | kwalificatie groep A: 9de met 5,64m                |

### Boksen
| Olympiër           | Discipline | Resultaat | Prestatie |
| ------------------ | ---------- | --------- | --- |
| Nelson Jamili      | -48kg (m)  | 17e       | 1ste ronde: V van VEN Bolivar: 0-5 |
| Efren Tabanas      | -51kg (m)  | 9e        | 1ste ronde: W van TPE Ming: knock-out 2de ronde: V van KOR Huh: 1-4                                                                                          |
| Leopoldo Cantancio | -60kg (m)  | 5e        | 1ste ronde: W van MAW Kondowa: 5-0 2de ronde: W van PAK Dar: 5-0 3de ronde: W van NGR Ossai: 5-0 kwartfinale: V van KOR Chun: scheidsrechterlijke beslissing |

### Schietsport
| Olympiër    | Discipline             | Resultaat | Prestatie                        |
| ----------- | ---------------------- | --------- | -------------------------------- |
| José Medina | 50m geweer liggend (m) | 30e       | 588 punten: (99-99-96-100-96-98) |

### Wielersport
| Olympiër           | Discipline                    | Resultaat | Prestatie                                                                                             |
| Baan               | Baan                          | Baan      | Baan                                                                                                  |
| ------------------ | ----------------------------- | --------- | --- |
| Deograves Asuncion | sprint (m)                    | 25e       | 1ste ronde serie 5: 3de 1ste ronde herkansingen: V van NZL Steele 1ste ronde herkansingen finale: 2de |
| Rodolfo Guaves     | sprint (m)                    | 25e       | 1ste ronde serie 8: 2de 1ste ronde herkansingen: 2de 1ste ronde herkansingen finale: 2de              |
| Deograves Asuncion | puntenkoers (m)               | 33e       | serie 1: 18de op 2 ronden                                                                             |
| Edgardo Pagarigan  | puntenkoers (m)               | 36e       | serie 1: 19de op 1 ronde                                                                              |
| Rodolfo Guaves     | tijdrit (m)                   | 23e       | 1.11,61                                                                                               |
| Diomedes Panton    | individuele achtervolging (m) | 29e       | kwalificatie: 29ste in 5.14,27                                                                        |

### Zeilen
| Olympiër          | Discipline | Resultaat | Prestatie                           |
| ----------------- | ---------- | --------- | ----------------------------------- |
| Policarpio Ortega | windglider | 28e       | 181 punten: (23-PMS-20-28-22-26-26) |

### Zwemmen
| Olympiër          | Discipline           | Resultaat | Prestatie                |
| ----------------- | -------------------- | --------- | ------------------------ |
| William Wilson    | 100m vrije slag (m)  | 45e       | serie 2: 5de in 54,63    |
| William Wilson    | 200m vrije slag (m)  | 39e       | serie 3: 6de in 1.57,18  |
| William Wilson    | 400m vrije slag (m)  | 28e       | serie 3: 7de in 4.06,86  |
| William Wilson    | 1500m vrije slag (m) | 24e       | serie 2: 6de in 16.24,81 |
| Francisco Guanco  | 100m schoolslag (m)  | 32e       | serie 7: 6de in 1.07,55  |
| Jairulla Jaitulla | 100m schoolslag (m)  | 36e       | serie 6: 5de in 1.08,00  |
| Francisco Guanco  | 200m schoolslag (m)  | 25e       | serie 2: 5de in 2.26,12  |
| Jairulla Jaitulla | 200m schoolslag (m)  | 35e       | serie 5: 5de in 2.30,87  |
| Jairulla Jaitulla | 200m wisselslag (m)  | 28e       | serie 4: 6de in 2.12,82  |
| Jairulla Jaitulla | 400m wisselslag (m)  | 18e       |                          |
|                   |                      |           |                          |
| William Wilson    | 100m vrije slag (v)  | 36e       | serie 5: 7de in 1.02,43  |
| William Wilson    | 200m vrije slag (v)  | 25e       | serie 4: 6de in 2.12,17  |
| William Wilson    | 100m rugslag (v)     | 28e       | serie 2: 7de in 1.10,28  |
| William Wilson    | 200m rugslag (v)     | 26e       | serie 1: 6de in 2.32,91  |

Algerije · Amerikaanse Maagdeneilanden · Andorra · Antigua en Barbuda · Argentinië · Australië · Bahama’s · Bahrein · Bangladesh · Barbados · België · Belize · Benin · Bermuda · Bhutan · Birma · Bolivia · Bondsrepubliek Duitsland · Botswana · Brazilië · Britse Maagdeneilanden · Canada · Centraal-Afrikaanse Republiek · Chili · China · Chinees Taipei · Colombia · Congo-Brazzaville · Costa Rica · Cyprus · Denemarken · Djibouti · Dominicaanse Republiek · Ecuador · Egypte · El Salvador · Equatoriaal-Guinea · Fiji · Filipijnen · Finland · Frankrijk · Gabon · Gambia · Ghana · Grenada · Griekenland · Groot-Brittannië · Guatemala · Guinee · Guyana · Haïti · Honduras · Hongkong · Ierland · IJsland · India · Indonesië · Irak · Israël · Italië · Ivoorkust · Jamaica · Japan · Joegoslavië · Jordanië · Kaaimaneilanden · Kameroen · Kenia · Koeweit · Lesotho · Libanon · Liberia · Liechtenstein · Luxemburg · Madagaskar · Malawi · Maleisië · Mali · Malta · Marokko · Mauritanië · Mauritius · Mexico · Monaco · Mozambique · Nederland · Nederlandse Antillen · Nepal · Nicaragua · Nieuw-Zeeland · Niger · Nigeria · Noord-Jemen · Noorwegen · Oeganda · Oman · Oostenrijk · Pakistan · Panama · Papoea-Nieuw-Guinea · Paraguay · Peru · Portugal · Puerto Rico · Qatar · Roemenië · Rwanda · Salomonseilanden · Samoa · San Marino · Saoedi-Arabië · Senegal · Seychellen · Sierra Leone · Singapore · Soedan · Somalië · Spanje · Sri Lanka · Suriname · Swaziland · Syrië · Tanzania · Thailand · Togo · Tonga · Trinidad en Tobago · Tsjaad · Tunesië · Turkije · Uruguay · Venezuela · Verenigde Arabische Emiraten · Verenigde Staten · Zaïre · Zambia · Zimbabwe · Zuid-Korea · Zweden · Zwitserland